# Canyon X
Canyon X ist ein Slot Canyon im Südwesten der Vereinigten Staaten in der Nähe von Page, Arizona. Wie auch der bekanntere Antelope Canyon wurde der Canyon X vom 30 km langen Bach Antelope Creek durch Erosion des Sandsteins gebildet.
Der Canyon X besteht aus zwei Slot Canyons, die etwa 200 m voneinander entfernt sind.

## Lage und Begehbarkeit
Canyon X liegt in der Nähe des Lake Powell im Gebiet der Navajo-Nation-Reservation. Ein Schild an der Arizona State Route 98 am Meilenpunkt (MP) 307.8 weist auf den Canyon hin.
Seit 2016 ist der sich auf Privatgelände befindliche Canyon im Rahmen einer geführten, kostenpflichtigen Tour begehbar. Wenn Regenfälle angekündigt sind, ist das Betreten auf Grund der Sturzflutgefahr verboten.
Der Canyon X ist etwa fünf Kilometer vom Highway entfernt und nur über eine Sandpiste zu erreichen. Der Transport zum Canyon erfolgt im Rahmen der Tour über einen Geländewagen. Hieran schließt sich ein Fußweg von etwa 100 m zum ersten Canyon an. Der zweite Canyon wird anschließend über einen weiteren Fußweg von etwa 200 m erreicht.

## Tourismus
Der Canyon X gilt als ruhige Alternative zum stark besuchten Antelope Canyon und als Geheimtipp für Fotografen. Durch die Erosion des roten Sandsteins haben sich außergewöhnliche Formen gebildet und die von oben hereinfallende Sonne bildet Farb- und Lichtspiele, die stetig wechseln. In den Sommermonaten fallen in der Mittagszeit sogenannte „Beams“, gebündelte Lichtstrahlen, in den Canyon, die für ein besonderes Schauspiel sorgen.

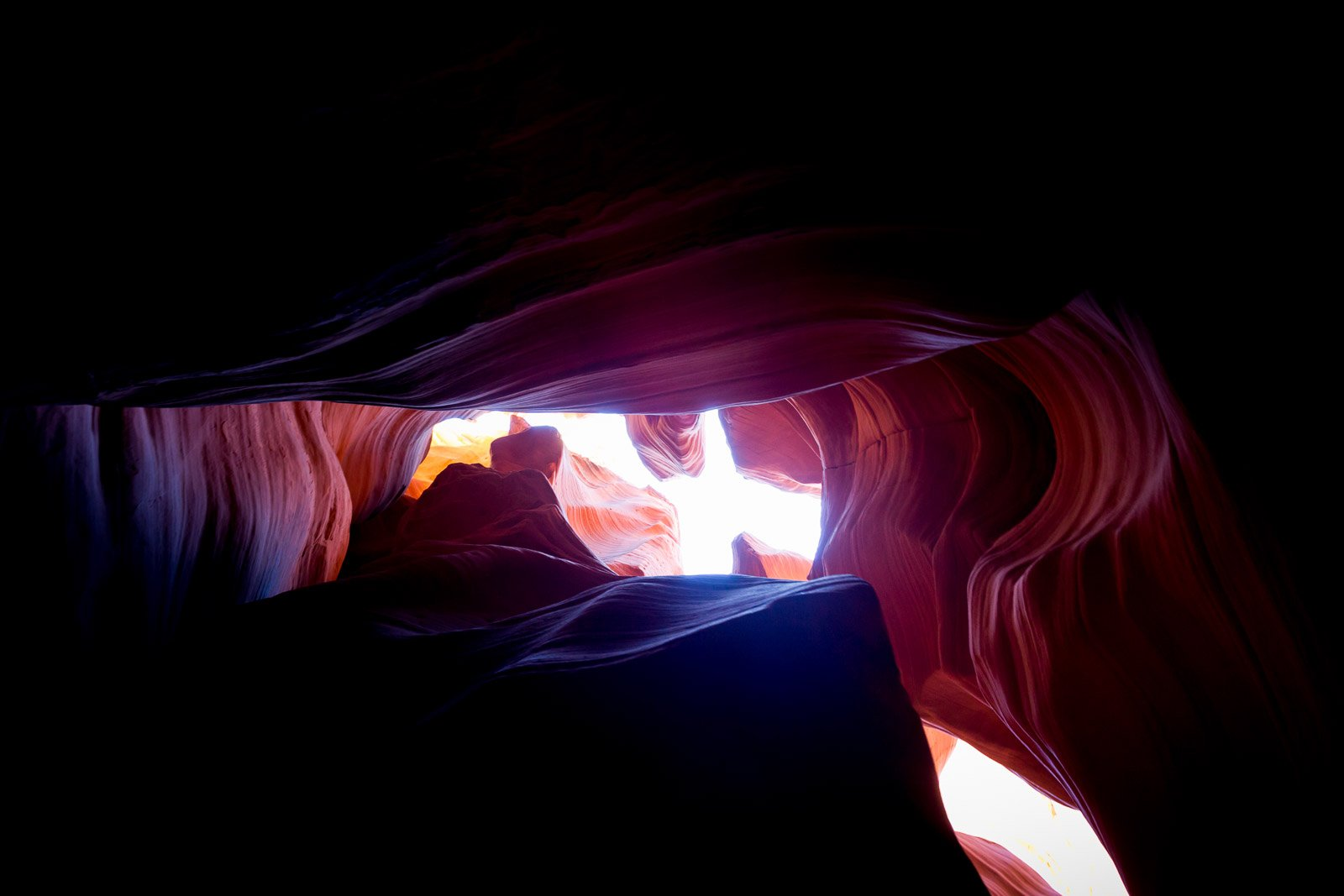
Markantes Merkmal und Namensgeber: Ein durch Erosion entstandenes X über dem Canyon